# Liste des US Routes au Nebraska
Les US Routes au Nebraska font partie du réseau des US Routes. Celles-ci sont entretenues par le Nebraska Department of Transportation (NDOT). 

## Liste
| Numéro | Longueur (mi) | Longueur (km) | Terminus sud / ouest                                       | Terminus nord / est                                               | Créée | Notes |
| ------ | ------------- | ------------- | ---------------------------------------------------------- | ----------------------------------------------------------------- | ----- | ----- |
| US 6   | 373,00        | 600,00        | US 6 à la frontière du Colorado près d'Imperial            | I-480 / US 6 à la frontière de l'Iowa à Omaha                     | 1932  |       |
| US 20  | 428,39        | 689,43        | US 20 à la frontière du Wyoming près de Harrison           | I-129 / US 20 / US 75 à la frontière de l'Iowa à South Sioux City | 1926  |       |
| US 26  | 150,79        | 242,67        | US 26 à la frontière du Wyoming près de Morrill            | I-80 / N-61 à Ogallala                                            | 1926  |       |
| US 30  | 451,74        | 727,01        | US 30 à la frontière du Wyoming à Pine Bluffs, WY          | US 30 à la frontière de l'Iowa près de Blair                      | 1926  |       |
| US 34  | 387,83        | 624,15        | US 34 à la frontière du Colorado près de Haigler           | US 34 à la frontière de l'Iowa près de La Platte                  | 1934  |       |
| US 73  | 97,71         | 157,25        | US 73 / US 159 à la frontière du Kansas près de Falls City | US 75 à Dawson                                                    | 1926  |       |
| US 75  | 184,72        | 297,28        | US 75 à la frontière du Kansas près de Dawson              | I-129 / US 20 / US 75 à la frontière de l'Iowa à South Sioux City | 1926  |       |
| US 77  | 189,88        | 305,58        | US 77 à la frontière du Kansas près de Wymore              | US 77 à la frontière de l'Iowa à South Sioux City                 | 1926  |       |
| US 81  | 216,69        | 348,73        | US 81 à la frontière du Kansas à Chester                   | US 81 à la frontière du Dakota du Sud à South Yankton             | 1926  |       |
| US 83  | 222,79        | 358,55        | US 83 à la frontière du Kansas près de McCook              | US 83 à la frontière du Dakota du Sud près de Valentine           | 1931  |       |
| US 136 | 239,88        | 386,05        | US 6 / US 34 près d'Edison                                 | US 136 à la frontière du Missouri à Brownville                    | 1960  |       |
| US 138 | 11,47         | 18,46         | US 138 à la frontière du Colorado près de Julesburg, CO    | US 30 près de Big Springs                                         | 1926  |       |
| US 159 | 13,86         | 22,31         | US 73 / US 159 à la frontière du Kansas près de Falls City | US 159 à la frontière du Missouri à Rulo                          | 1934  |       |
| US 183 | 225,91        | 363,57        | US 183 à la frontière du Kansas près d'Alma                | US 183 à la frontière du Dakota du Sud près de Wewela             | 1931  |       |
| US 275 | 190,82        | 307,10        | US 275 à la frontière de l'Iowa à Omaha                    | US 20 / US 281 à O'Neill                                          | 1939  |       |
| US 281 | 222,78        | 358,53        | US 281 à la frontière du Kansas près de Red Cloud          | US 283 à la frontière du Dakota du Sud près de Spencer            | 1933  |       |
| US 283 | 58,44         | 94,05         | US 283 à la frontière du Kansas près de Beaver City        | US 30 à Lexington                                                 | 1942  |       |
| US 385 | 180,36        | 290,26        | US 385 à la frontière du Colorado près de Julesburg, CO    | US 385 à la frontière du Dakota du Sud près de Chadron            | 1958  |       |
|        |               |               |                                                            |                                                                   |       |       |